# Mike Schneider
Mike Schneider (ur. 1 lutego 1995) – luksemburski piłkarz występujący na pozycji obrońcy w luksemburskim klubie Union Titus Pétange, do którego jest wypożyczony z Progrès Niedercorn. W latach 2010–2012 młodzieżowy reprezentant Luksemburga w kadrze U-17.

## Kariera klubowa

### RM Hamm Benfica
1 stycznia 2013 został przeniesiony z zespołu juniorskiego do pierwszej drużyny RM Hamm Benfica. Zadebiutował 15 kwietnia 2012 w meczu Nationaldivisioun przeciwko FC Differdange 03 (2:2). Pierwszą bramkę zdobył 24 lutego 2013 w meczu ligowym przeciwko Fola Esch (2:1). W sezonie 2013/2014, po porażce w meczu barażowym z US Mondorf-les-Bains (0:0, k. 4:5), wraz z drużyną spadł do niższej ligi. Rok później, w sezonie 2014/2015 zajęli pierwsze miejsce w tabeli zdobywając mistrzostwo Éierepromotioun i awansując z powrotem do Nationaldivisioun.

### Progrès Niedercorn
1 lipca 2017 podpisał kontrakt z Progrès Niedercorn, w którym zadebiutował 29 czerwca 2017 w meczu kwalifikacji do Ligi Europy przeciwko Rangers F.C. (1:0). W Nationaldivisioun zadebiutował 6 sierpnia 2017 w meczu przeciwko Racing FC Union Luksemburg (2:3). Pierwszą bramkę zdobył 19 sierpnia 2017 w meczu ligowym przeciwko UNA Strassen (0:6). W sezonie 2017/2018 wraz z zespołem zajął II miejsce w tabeli zdobywając wicemistrzostwo Luksemburga.

### Union Titus Pétange
1 lipca 2019 udał się na dwuletnie wypożyczenie do klubu Union Titus Pétange. Zadebiutował 25 września 2019 w meczu Nationaldivisioun przeciwko F91 Dudelange (2:0).

## Kariera reprezentacyjna

### Luksemburg U-17
W 2010 otrzymał powołanie do reprezentacji Luksemburga U-17, w której zadebiutował 17 września 2010 w meczu eliminacji do Mistrzostw Europy U-17 2011 przeciwko reprezentacji Szwajcarii U-17 (1:0). Pierwszą bramkę zdobył 22 września 2010 w meczu eliminacji do Mistrzostw Europy U-17 2011 przeciwko reprezentacji Macedonii Północnej U-17 (0:3).

## Statystyki

### Klubowe
(aktualne na dzień 12 sierpnia 2020)
| Klub                       | Sezon              | Liga               | Liga  | Liga   | Puchar kraju | Puchar kraju | Europa | Europa | Suma  | Suma   |
| Klub                       | Sezon              | Liga               | Mecze | Bramki | Mecze        | Bramki       | Mecze  | Bramki | Mecze | Bramki |
| -------------------------- | ------------------ | ------------------ | ----- | ------ | ------------ | ------------ | ------ | ------ | ----- | ------ |
| RM Hamm Benfica            | 2011/12            | Nationaldivisioun  | 2     | 0      | –            | –            | –      | –      | 2     | 0      |
| RM Hamm Benfica            | 2012/13            | Nationaldivisioun  | 14    | 3      | –            | –            | –      | –      | 14    | 3      |
| RM Hamm Benfica            | 2013/14            | Nationaldivisioun  | 24    | 1      | 2            | 0            | –      | –      | 26    | 1      |
| RM Hamm Benfica            | 2014/15            | Éierepromotioun    | 24    | 6      | 3            | 0            | –      | –      | 27    | 6      |
| RM Hamm Benfica            | 2015/16            | Nationaldivisioun  | 22    | 0      | 2            | 2            | –      | –      | 24    | 2      |
| RM Hamm Benfica            | 2016/17            | Nationaldivisioun  | 23    | 0      | 3            | 0            | –      | –      | 26    | 0      |
| RM Hamm Benfica            | Ogólnie            | Ogólnie            | 109   | 10     | 10           | 2            | 0      | 0      | 119   | 12     |
| Progrès Niedercorn         | 2017/18            | Nationaldivisioun  | 16    | 6      | 2            | 0            | 4      | 0      | 22    | 6      |
| Progrès Niedercorn         | 2018/19            | Nationaldivisioun  | 6     | 1      | 1            | 1            | –      | –      | 7     | 2      |
| Progrès Niedercorn         | Ogólnie            | Ogólnie            | 22    | 7      | 3            | 1            | 4      | 0      | 29    | 8      |
| Union Titus Pétange (wyp.) | 2019/20            | Nationaldivisioun  | 8     | 0      | 2            | 0            | –      | –      | 10    | 0      |
| Union Titus Pétange (wyp.) | Ogólnie            | Ogólnie            | 8     | 0      | 2            | 0            | 0      | 0      | 10    | 0      |
| Ogólnie w karierze         | Ogólnie w karierze | Ogólnie w karierze | 139   | 17     | 15           | 3            | 4      | 0      | 158   | 20     |

### Reprezentacyjne
| Reprezentacja   | Rok     | Mecze | Bramki |
| --------------- | ------- | ----- | ------ |
| Luksemburg U-17 | 2010    | 3     | 1      |
| Luksemburg U-17 | 2011    | 1     | 1      |
| Luksemburg U-17 | 2012    | 2     | 0      |
| Ogólnie         | Ogólnie | 6     | 2      |

| Mecze i gole w reprezentacji | Mecze i gole w reprezentacji | Mecze i gole w reprezentacji | Mecze i gole w reprezentacji | Mecze i gole w reprezentacji | Mecze i gole w reprezentacji | Mecze i gole w reprezentacji |
| Reprezentacja U-17           | Reprezentacja U-17           | Reprezentacja U-17           | Reprezentacja U-17           | Reprezentacja U-17           | Reprezentacja U-17           | Reprezentacja U-17           |
| Lp.                          | Data                         | Miejsce                      | Przeciwnik                   | Wynik                        | Gol                          | Rozgrywki                    |
| ---------------------------- | ---------------------------- | ---------------------------- | ---------------------------- | ---------------------------- | ---------------------------- | ---------------------------- |
| 1.                           | 17.09.2010                   | Junglinster, Luksemburg      | Szwajcaria U-17              | 1:0                          |                              | el. ME U-17 2011             |
| 2.                           | 19.09.2010                   | Luksemburg, Luksemburg       | Szkocja U-17                 | 1:2                          |                              | el. ME U-17 2011             |
| 3.                           | 22.09.2010                   | Bettembourg, Luksemburg      | Macedonia Północna U-17      | 0:3                          | Gol                          | el. ME U-17 2011             |
| 4.                           | 07.09.2011                   | Tallinn, Estonia             | Estonia U-17                 | 1:5                          | Gol                          | Mecz towarzyski              |
| 5.                           | 26.03.2012                   | Esch-sur-Alzette, Luksemburg | Czechy U-17                  | 2:1                          |                              | Mecz towarzyski              |
| 6.                           | 29.03.2012                   | Luksemburg, Luksemburg       | Polska U-17                  | 1:3                          |                              | Mecz towarzyski              |

## Sukcesy
RM Hamm Benfica
- Mistrzostwo Éierepromotioun (1×): 2014/2015

Progrès Niedercorn
- Wicemistrzostwo Luksemburga (1×): 2017/2018